# César Astudillo Salcedo
César Augusto Astudillo Salcedo (Lima, 30 de septiembre de 1960) es un militar peruano. Ocupó el cargo de Presidente del Comando Conjunto de las Fuerzas Armadas del Perú desde el 31 de octubre del 2018 hasta su pase al retiro en 28 de julio de 2021.
Durante su carrera militar ha trabajado en diversas regiones del país, particularmente en unidades de fuerzas especiales. Participó directamente en el conflicto del Cenepa en la línea de frontera con Ecuador. También integró el Comando Chavín de Huántar que liberó a 72 rehenes de fuerzas terroristas en 1996 y desde 1998 participó en operaciones antiterroristas en el VRAE.

## Biografía
Ingresó a la Escuela Militar de Chorrillos en 1979, graduándose como subteniente de infantería en 1983 con la promoción LXXXVII "Héroes de la Breña" del Ejército del Perú. Es ingeniero de sistemas y tiene una maestría en administración y otra en ciencias militares. 
En 1999 participó en la operación “Cerco” que terminó con la captura del alias ‘Feliciano’ en Junín. En el 2012, integra el equipo militar que captura a ‘Artemio’. En el 2014 es nombrado jefe de Estado Mayor del Comando Conjunto Especial VRAEM y en junio de 2014, es nombrado comandante general del CE-VRAEM. El 2015 asciende a general de división.
El 2016 fue designado inspector general del Ejército y en el 2017 fue condecorado como Héroe de la Democracia por el Congreso de la República y con la medalla “Cruz al Valor” por el CCFFAA. El 19 de diciembre de 2017 fue reconocido como comandante general del ejército y se le otorgó el grado de general, cargo que ejerció hasta el día 30 de octubre de 2018, en que fue nombrado jefe del Comando Conjunto de las Fuerzas Armadas del Perú.

## Carrera militar

### Conflicto del Alto Cenepa
En 1995 prestó servicios en el Batallón de Comandos N° 19, participando en el conflicto del Cenepa y se hizo merecedor a la medalla al Combatiente Mariscal Avelino Cáceres. Durante este conflicto el mayor César Astudillo y sus patrullas recibieron la orden de tomar por asalto una posición peruana tomada por el ejército ecuatoriano. La misión fue exitosa. En esta operación falleció el capitán Marko Jara Schenone.

### Acciones antisubversivas
El 1 de noviembre de 1995, el MRTA, al mando de Miguel Rincón Rincón, venía ocupando una casa ubicada en el distrito de La Molina tras asesinar a dos civiles y tener como rehenes a una familia. El mayor Astudillo fue requerido por la PNP para constituirse con dos patrullas del ejército a modo de disuasión. Después de largas horas, los terroristas se entregaron a las autoridades.

En diciembre de 1996, se produjo la toma de la residencia del embajador del Japón en el Perú. Astudillo fue nombrado para integrar la fuerza de intervención para rescatar a los 72 rehenes que quedaron cautivos. El 22 de abril de 1997 integró la patrulla de rescate “ALFA”, cuya misión fue rescatar rehenes en el primer nivel de la residencia. Poco después fue condecorado con la medalla al combatiente “Mariscal Cáceres-Honor” y ascendido. 

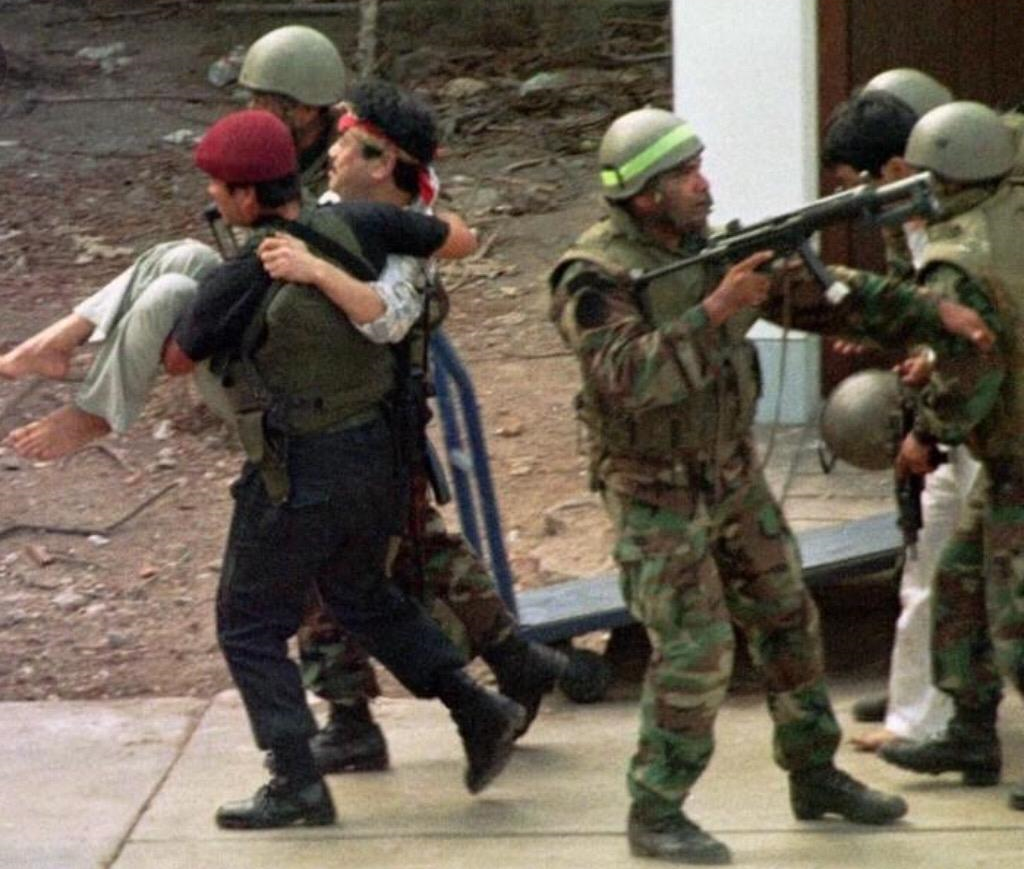
El Mayor César Astudillo Salcedo Junto al Equipo Alfa-1 en el rescate de rehenes de la residencia del embajador japonés.

En mayo de 1999, participó con las patrullas de su batallón en la Operación “Cerco”, en la zona de Ututuyoc. Operación que terminó con la captura del DT Oscar Ramírez Durand (a) “FELICIANO”, el 14 de julio de 1999. 
El 2 de octubre de 1999, un Helicóptero del ejército, que transportaba a un Equipo Especial de Inteligencia fue emboscado por una célula de Sendero Luminoso cerca del río Sanibeni. Astudillo y patrullas de su unidad rescataron los cadáveres del Coronel EP José Orihuela Lavado JEM de Huancayo, del Comandante Javier Da Cruz del Águila, del Técnico AE Roberto Usco Córdova, del Tte Robertson además del capitulado Alcides Soto Ruiz y del Mayor Blasco Villafuerte para su posterior sepultura.     
En 2012 durante su comando en la 3.ª Brigada de Fuerzas Especiales, el ya General Astudillo se presentó en el marco de la Operación ¨PERÚ¨ en la BCT de Pizana, donde junto con personal del CIOEC-CCFFAA y la PNP se logró capturar al camarada “Artemio” en el sector del Yacusisa, el 12 de febrero del 2012. 

### Jefe del Comando Conjunto
En julio de 2019, bajo la jefatura del Comando Conjunto de las Fuerzas Armadas, el General Astudillo lideró la Operación Relámpago, que permitió la captura del DT Hugo Sixto Campos Córdova, alias “Julio Chapo” y su fuerza de seguridad en el distrito de Chinchihuasi, provincia de Churcampa, departamento de Huancavelica.

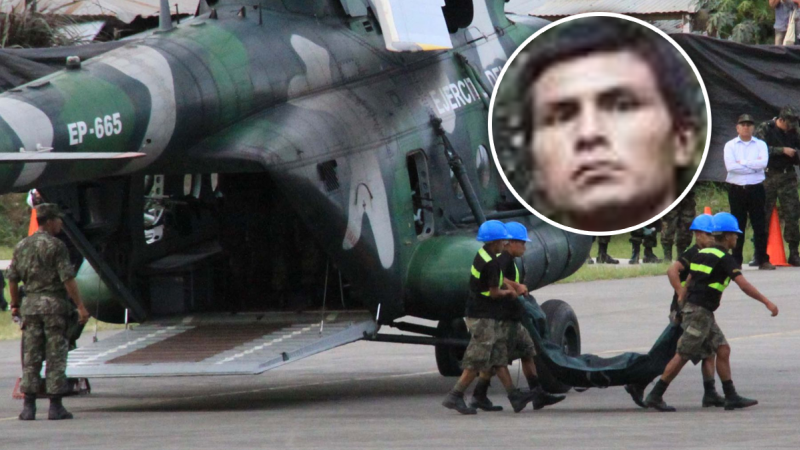
Operación “Dino”

En agosto de 2019, también como Jefe del Comando Conjunto, el General Astudillo lideró la operación Dino que permitió abatir al delincuente terrorista Juan Carlos Badajoz Vizarres, alias “Miguel Bomba”, en la región Quebrada Parhuamayo, distrito de Canayre, provincia de Huanta, departamento de Ayacucho.

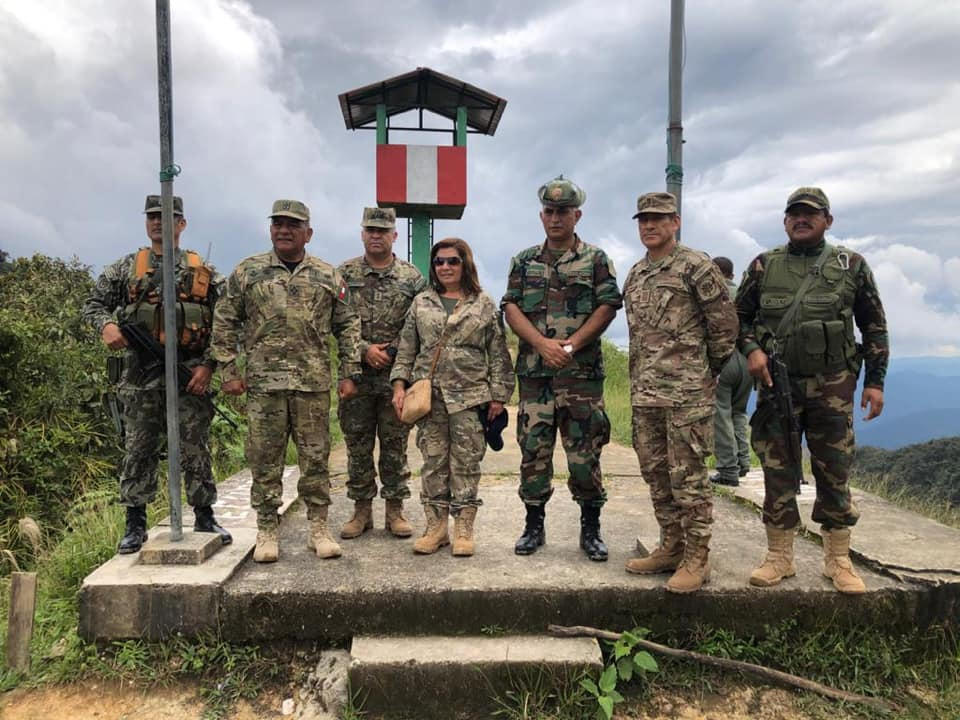
Operación contra la minería ilegal en El Tambo

Con la llegada de la pandemia mundial COVID-19,15 el General de Ejército César Astudillo, Presidente del Comando Conjunto, encabezó en marzo de 2020 las operaciones y acciones militares en el marco de la emergencia sanitaria. Estas acciones incluyeron no solo el despliegue de personal y logística, sino también el cierre de fronteras, campañas de ayuda humanitaria en zonas vulnerables, y el apoyo a nivel multisectorial para colaborar con las diversas acciones contra la pandemia en diversas provincias del país.

## Reconocimientos
- Condecoración del Comando Conjunto en el grado de Gran Cruz.[5]
- Orden Militar Francisco Bolognesi por Operaciones en el Huallaga. Cruz-2012
- Orden Militar Francisco Bolognesi en el grado de Gran Cruz
- Medalla Cruz Peruana al Mérito Militar en el grado de Gran Cruz
- Orden Cruz Peruana al Mérito Naval - grado de Gran Cruz- Distintivo Blanco[6]
- Orden Capitán Quiñones en el Grado de Gran Cruz[7]
- Medalla al Mérito General FAP Armando Revoredo Iglesias” en la Clase de “Gran Cruz"
- Condecoración al Mérito Militar Coronel Eduardo Avaroa, de las Fuerzas Armadas del Estado de Bolivia en el grado de Gran Cruz[8][9]
- Medalla Académica del Ejército en el grado al Mérito.
- Medalla al Combatiente Mariscal Cáceres en el grado de Honor.
- Diploma y Medalla a los vencedores del Cenepa - 1995.
- Medalla Naval de Honor al Mérito otorgada por la Marina de Guerra - Mérito al valor[10]
- Medalla al Defensor de la Democracia. –GRAN CRUZ[11]
- Cintillo de la Pacificación Nacional – Honor – 2015.
- Diploma al Defensor de la Patria – Vencedores del Alto Cenepa - 1999.
- Diploma del Consejo de la Medalla de Honor del Congreso de la República del Perú - 2012.
- Medalla Argentina por excelencia académica.
- Placa de honor COINDE por haber obtenido el primer puesto en la carrera de Ingeniería de Sistemas.
- Distinción de la República de Bolivia del Instituto Militar de Ingenieros.
- Premio Ejército de Chile.
- Distinción del Estado Mayor del Ejército de la República Federativa do Brasil.
- Condecoración del Instituto San Martiniano del Perú.
- Defensor Calificado de la Patria por la Benemérita Sociedad Fundadores de la Independencia y Vencedores el 2 de mayo de 1866 y Defensores Calificados de la Patria.
- Diploma y medalla de honor al Mérito del Colegio de Periodistas del Perú.
- Diploma de la Universidad San Martín en la región San Martín al servicio de la Comunidad.

## Publicaciones
- 2003: Diseño de organizaciones en época de cambios.
- 2013: Tradiciones y cuestiones militares.[12]
- 2016: EL VRAEM “Verdades que duelen.[13]
- 2017: Un Ensayo sobre la Seguridad y Defensa en el Perú. Nuevas amenazas, nuevos roles
- 2019: Chavín de Huantar. El Legado